# 傑米·史東
詹姆斯·休姆·沃尔特·米维尔·史東（英語：James Hume Walter Miéville Stone，1954年6月16日—）是苏格兰自由民主党政治家，自2017 年起担任凯思内斯、萨瑟兰和伊斯特罗斯的国会议员。 
他曾是苏格兰议会凱瑟尼斯、薩瑟蘭和伊斯特羅斯選區的議員(MSP)。從1999年蘇格蘭議會成立起一直擔任該職位，直到2011年卸任。他曾於2019年至2022年擔任自由民主党国防发言人，自2020年9月起擔任数字、文化、媒体和体育发言人

## 早年生活和事业
詹姆斯·史東於1954年6月16日出生於愛丁堡。他在泰恩上學，隨後在戈登斯頓接受私立教育。他上學期間，他的父母於1967年創立了高地精美奶酪公司。 他在圣安德鲁斯大学學習歷史和地質學，並於1977年畢業。畢業後，他在各個領域工作，包括魚腸處理、建築工地、意大利西西里島教授英語以及石油行業。  

## 政治生涯

### 议员
史東1986年首次當選為羅斯和克羅馬蒂區議會議員，任職至1996年該議會被廢除。他自1995年高地議會成立起擔任議員，直到1999年當選為蘇格蘭議會議員（MSP）。
在2012年地方政府選舉中，他以泰恩和伊斯特羅斯選區議員的身份重返高地議會。

### 苏格兰议会
作為蘇格蘭議會議員，史東是蘇格蘭自由民主黨的住房事務發言人和健康事務副發言人。他還參加了英國電視節目《大學挑戰》，作為蘇格蘭議會團隊的一員。他於2011年大選時卸任蘇格蘭議會議員。
2016 年，他参加了年苏格兰议会选举，代表凯思内斯、萨瑟兰和罗斯，该选区在 2011 年边界更改后基本上是他的前选区。他获得了第二名。 

## 议会生涯
史東在2017 年大选中当选为凯思内斯、萨瑟兰和伊斯特罗斯的国会议员，獲得35.8%的選票，以2,044票的多數票勝出。  2017年6月16日，他被宣布為自由民主黨的蘇格蘭事務發言人。 2017年10月12日，在一次內閣改組中，他被調任為武裝部隊事務發言人。
史東在2017年地方政府選舉中再次當選為泰恩和伊斯特羅斯選區的議員。當選國會議員後，他辭去了在高地議會的職位。
自當選以來，斯通在下議院提出了多項當地問題，例如在苏格兰高地提供医疗设施。 還支持早期動議，調查G4S代表英國簽證和移民局的虐待指控，並支持推廣免費的早期兒童保育。
2019年大选期间，史東以自由民主党的“阻止脱欧”口号进行竞选，并表示“这次大选是我们选出一个阻止脱欧的政府的最好机会”。 在2019 年大选中，他再次当选为凯思内斯、萨瑟兰和复活节选区的议员，得票率增加了 37.2%，多数票减少了 204 票。  
2024 年 6 月，斯通再次被选为2024 年大选凯思内斯、萨瑟兰和罗斯自由民主党候选人。 

## 个人生活
史東已婚，育有三个孩子，一个儿子和两个女儿，他们都就读于圣安德鲁斯大学。他也是一位热心的园艺师和食用菌专家。 